# Pakeha insignita
Pakeha insignita là một loài nhện trong họ Amaurobiidae.
Loài này thuộc chi Pakeha. Pakeha insignita được miêu tả năm 1973 bởi Raymond Robert Forster & Wilton.